# Ro-21
Ro-21 (呂号第二十一潜水艦) — підводний човен Імперського флоту Японії. До введення в Японії в першій половині 1920-х років нової системи найменування підводних човнів мав назву «Підводний човен № 39» (第三十九潜水艦).
«Підводний човен № 39», який належав до типу Kaichū III, спорудили у 1922 році на корабельні ВМФ у Йокосуці. По завершенні корабель класифікували як належний до 2-го класу та включили до складу 5-ї дивізії підводних човнів, що належала до військово-морського округу Йокосука.
1 листопада 1924-го «Підводний човен № 39» перейменували на Ro-21.
1 квітня 1934-го Ro-21 виключили зі списків ВМФ. Після демонтажу двигунів, який провели на корабельні в Уразі, корпус колишнього підводного човна 6 липня 1935-го продали рибалкам, які затопили його для створення штучного рифу.